# آموس ستودارد
آموس ستودارد هو سياسي أمريكي، ولد في 26 أكتوبر 1762 في Woodbury, Connecticut ‏ في الولايات المتحدة، وتوفي في 11 مايو 1813 في بيريسبورغ في الولايات المتحدة بسبب كزاز. انتخب عضو مجلس نواب ماساتشوستس ‏.